# Anicla mulina
Anicla mulina är en fjärilsart som beskrevs av Heinrich Benno Möschler 1886. Anicla mulina ingår i släktet Anicla och familjen nattflyn. Inga underarter finns listade i Catalogue of Life.